# Arithmologie
L'arithmologie est la discipline qui étudie les nombres de façon allégorique, symbolique, occulte, ésotérique. Elle se distingue de l'arithmétique, qui est la science rationnelle des nombres, mais aussi de la numérologie, pratique de divination par les nombres. Voir aussi Gematria.

## Histoire
Les grands spécialistes, en Occident, de l'arithmologie sont les pythagoriciens : Pythagore et Nicomaque de Gerasa. Pythagore établit des correspondances (omoiômata) entre nombres et choses, par exemple un et essence, deux et opinion, trois et tout, quatre et justice, cinq et mariage (Aristote, Métaphysique, 985b27, 990a23, 1078b22). Surtout il établit des corrélations entre nombres et figures, lorsqu'il parle de nombres linéaires, triangulaires, carrés, rectangulaires, cubiques ; cette représentation géométrique des nombres, cette analogie entre nombres et figures, lie trois et triangle, quatre et carré, sept et rectangle, huit et cube. Platon a repris ces théories dans le Timée et La République.